# Petasus

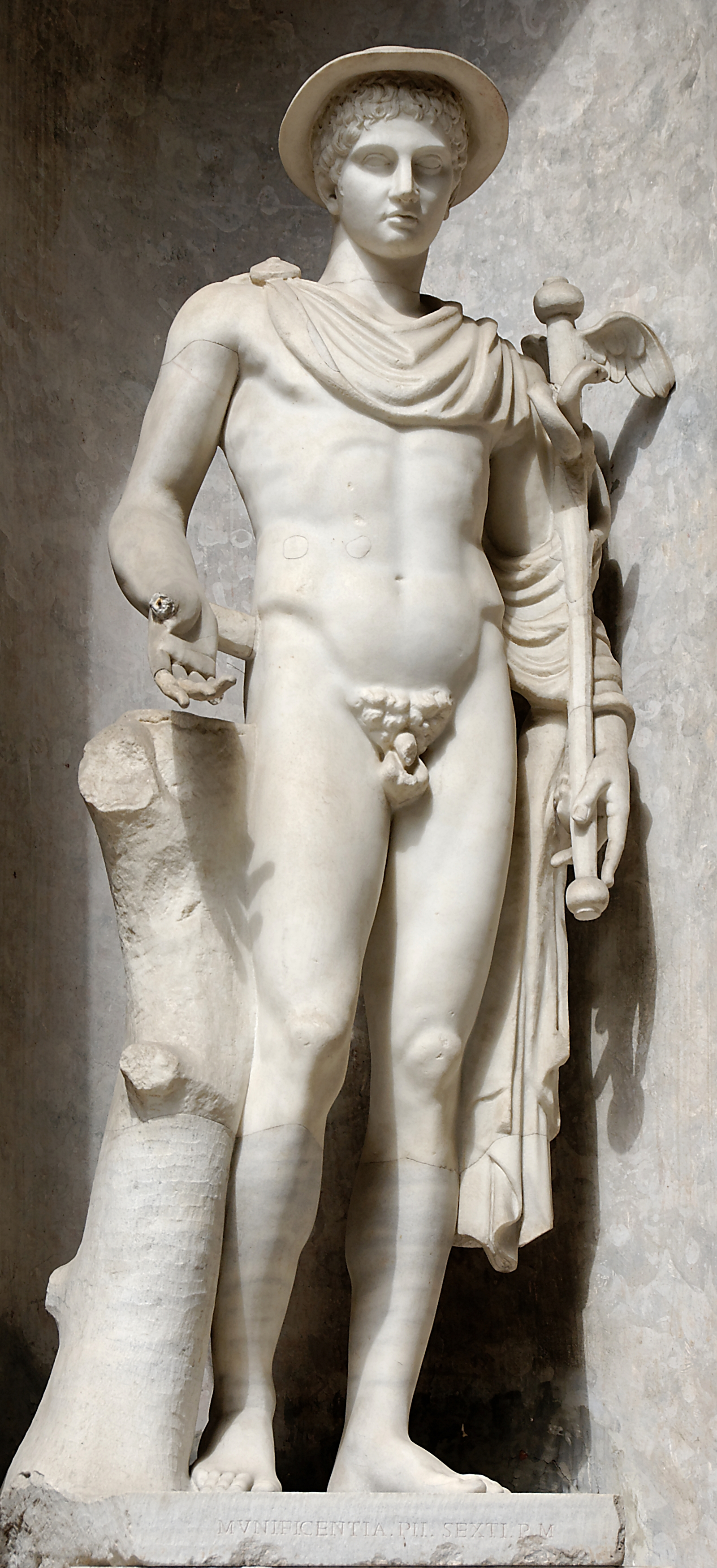

A petasus (ógörögül: πέτασος [petaszosz]) széles karimájú kalap, amelyet szalaggal kötöttek meg. A 16-20 éves fiatalemberek hordták a gümnaszionban (nem összetévesztendő a mai gimnáziumokkal). Ebből születik majd a ὑπὸ πέτασον ἄγειν, amit a hét Makkabeus kapcsán mondanak (Makkabeusok 2. könyve 4. 12.), és ami szó szerint a következő: "petasos alatt vezető", ami azt jelenti, hogy "gimnáziumba vezetni".

## Elnevezése
Hermész isten kalapjáról nevezték el, Thesszáliából terjedt el, khlamüszszel (χλαμύς) együtt viselték. Főleg utazáskor tették fel, mert védett a tűző napsütés, eső és hó ellen.

## Érdekesség
Ilyen fejfedőt hord a képregény- és rajzfilmhős Asterix.

## Lásd még
- http://www.forumromanum.org/life/johnston140.jpg Kép